# 第一頻道 (俄羅斯)
第一频道（俄语：Первый Канал）是俄罗斯规模最大的全国电视频道之一，于1995年4月1日开播，总部设于莫斯科奥斯坦金诺电视中心。由於該頻道在莫斯科地面电视的频道序列中排第1号，故称“第一頻道”。第一频道面向俄罗斯不同时区播出11个版本。第一频道是欧洲广播联盟的成员，节目也通过第一频道国际网络覆盖俄罗斯以外的地区。
第一频道原名“俄罗斯公共电视台”（Общественное российское телевидение, ОРТ），于1995年1月24日成立，替代原先在俄罗斯地面电视第1号频道播出的奥斯坦金诺第一频道，旧频道曾存在严重的政府拨款不足问题和广告收入问题。俄罗斯公共电视台在2002年9月2日更名为“第一频道”。
第一频道的主要竞争者包括俄罗斯-1频道和NTV。截至2015年，第一频道员工总数为2443人。

## 節目
第一頻道在俄羅斯中地位首屈一指，並有著大量的預算，因此有著大量優異的自製節目，如《超級大富翁》、《倖存者》這類的自製娛樂節目不勝枚舉，此外也拍攝了許多高票房的電影。值得一提的是，該頻道在俄羅斯公共電視臺期間仍有播放蘇聯中央電視台時期的節目。

### 自制节目
- 时间自1968年开始广播的新闻节目
- 最后的英雄（俄语：Последний герой）幸存者俄罗斯版本
- 冰河时期（俄语：Ледниковый период）滑冰节目
- 波兹涅尔（俄语：Познер (телепередача)）时事节目
- 戈登•吉诃德（俄语：Гордон Кихот）由Alexander Gordon主持的脱口秀
- 聚焦帕丽斯·希尔顿（俄语：Прожекторперисхилтон）时事讽刺节目
- 我们结婚吧（俄语：Давай поженимся）婚恋交友节目 （页面存档备份，存于）

### 外购节目
- 迷失（活着）
- 别对我撒谎（Обмани меня，你骗了我）
- 丑女贝蒂（Дурнушка）
- 未来闪影（Вспомни, что будет）
- 大西洋帝国（Подпольная империя，地下帝国）
- 逝者之证（Следствие по телу，尸体侦察）该剧于2011年2月7日首播。
- 金装律师（Форс-мажоры）该剧于2011年9月26日首播。
- 史前新纪元该剧于2011年9月27日首播。
- 谋杀 (电视节目)（英语：The Killing (Danish TV series)）该剧于2011年9月28日首播。
- 神探夏洛克（Шерлок Холмс，夏洛克•福尔摩斯）
- 妙警贼探（Белый воротничок）
- 加州靡情（Калифрения）
- 清道夫 (电视剧)（Рей Донован）
- 貝茲旅館 （Мотель Бейтс）

### 新闻节目
第一频道每天播出多次《新闻》栏目，并在每晚9:00播出新闻节目《时间》。所有新闻节目由资讯节目部（俄语：Дирекция информационных программ）制作。

### 歐洲歌唱大賽
第一頻道曾於2009年主辦歐洲歌唱大賽，這也是俄國首次主辦大賽。

## 播出格式
第一频道高清版采用1080i 16:9格式播出，标清版采用576i 16:9格式。音频方面，高清版为5.1声道环绕声，标清版为立体声广播。
过去，频道采用单声道播出。2003/2004季度，第一频道部分节目实行立体声广播，初期只在单个节目中实行。2003至2008年间，采用立体声播出的节目会在左下角显示两个正方形交叉的图案，表示立体声广播，实行立体声广播的节目有部分电影、电视剧、体育赛事转播、重要社会事件节目、演唱会等。
2011年6月1日，频道成为俄罗斯第一个切换为16:9（数字电视及卫星电视）和14:9（地面模拟电视及有线模拟电视）画幅比例播出的全国电视频道，此前频道以4:3画幅播出。2019年10月14日，俄罗斯全面停播模拟电视，第一频道模拟版停播。
2012年12月24日，第一频道高清版开播，初期面向俄罗斯欧洲部分观众播出。2013年12月16日，第一频道高清版面向西伯利亚地区的居民播出，节目比莫斯科版提前4小时。2014年2月7日，第一频道高清版开始以5.1声道杜比数字环绕声播出。
2020年12月，第一频道对自动化广播系统进行现代化改造，而该频道从2005年秋季启动的图文电视则结束服务，但仍保留通过输入“888”启用隐藏字幕的功能。结束图文电视服务是为了便于发展推广HbbTV技术。

## 播出时间
目前第一频道为24小时播出。

### 播出时间变化
开播初期，频道每天早上6:00开始播出。
由于拖欠地方电视台转播费用，1997年7月1日至12月30日之间，除莫斯科及莫斯科地区外，公共电视台于工作日12:15－15:00技术停播（11月3日起改为13:00－15:00）。
2001年9月24日开始，公共电视台开播时间调整为5:55（2005年起调整为4:55），开播时播放俄罗斯国歌，期间播出红场的早晨景观（此前，开播画面为时钟和频道背景，只在公众假期播放爱国歌，并以国旗或克里姆林宫为背景）。
2003年3月24日起，为报道伊拉克战争，第一频道曾实行24小时播出。不过在春季中期，频道暂停24小时播出，以进行电视传输网络翻新。2003年10月1日起（部分地区为9月30日），第一频道开始长期24小时播出，初期24小时播出仅限莫斯科及莫斯科地区，11月至次年1月逐步拓展至其他地区。

### 时移版本
除了莫斯科版本外（UTC+3，对应МСК），第一频道面向俄罗斯全国其他10个时区播出时移版本（UTC+2至UTC+12，对应МСК-1、МСК+1至+9），除了全国同步播出的特别节目外（例如体育赛事直播、突发新闻、全国哀悼等），各时区播出的时移版本对应各时区的地方时间，令全国的节目时间表统一。
最初，第一频道仅设有МСК+2、+4、+6、+8四个时移版本。2017年12月，第一频道临时开播六个时移版本：МСК-1、+1、+3、+5、+7和+9，分别面向加里宁格勒（-1时区）、萨马拉和萨拉托夫（+1时区）、鄂木斯克（+3时区）、伊尔库茨克（+5时区）、符拉迪沃斯托克和伯力（+7时区）和堪察加彼得罗巴甫洛夫斯克（+9时区），从而消除了以往这些地区第一频道节目的时差，而普京的新年祝福也在各地同一时间播出。不过在新年之后，第一频道恢复原有的莫斯科版、+2、+4、+6、+8版模式。2018年12月25日起，第一频道开始长期播出11个版本的节目，覆盖俄罗斯各个时区。

## 播出平台
第一频道为俄罗斯数字电视第一信道的频道之一，以DVB-T2标准通过地面数字电视向俄罗斯全国播出，频道号码为第1台。2019年10月14日俄罗斯停播模拟电视前，第一频道也以SECAM模拟电视制式向俄罗斯全国播出。
收费电视平台
2000年8月29日开始，频道通过NTV-Plus卫星平台播出。目前第一频道在NTV-Plus、三色电视、移动电信、猎户座集团等电视平台播出。
线上播出
2008年，第一频道官方网站开始提供线上电视直播。
2019年1月28日，第一频道开始在社交平台Odnoklassniki上提供直播。
海外播出
频道从1999年开始通过ORT-国际（俄语：ОРТ-международное）面向俄罗斯以外地区播出。2002年，国际频道更名为第一频道国际网络。
在前苏联加盟国的播出情况变化
1996年10月20日，乌克兰停止转播俄罗斯公共电视台，改由因特频道取代，不过直至2002年，该频道仍有转播俄罗斯公共电视台的节目，而直到2015年，第一频道拥有该频道29%的股份。2014年3月7日，第一频道模拟版恢复在克里米亚和塞瓦斯托波尔的播出，替代了在该地被切断信号的乌克兰1+1电视频道，此后在4月份，因特频道在该地的频率移交给第一频道。
1997年11月17日，公共电视台推出“ORT-欧亚大陆”频道，哈萨克斯坦原先转播俄罗斯公共电视台的频道改为转播ORT-欧亚大陆。1998年，土库曼斯坦停止转播俄罗斯公共电视台，原频道改为播出TMT-3电视台。
1999年9月1日，摩尔多瓦开播Prime频道，替代俄罗斯公共电视台，但频道仍有重播公共电视台的节目。
2002年6月25日，白俄罗斯停止转播俄罗斯公共电视台，原频率由白俄罗斯全国电视台代替，而公共电视台大部分节目仍继续在该频道播放。
2003年1月1日，原先播出俄罗斯公共电视台节目的波罗的海国家（1998至2000年使用“ORT-BALT”名称，2000至2002年使用“ORT-TEM”名称）改为转播第一波罗的海频道。
從2015年開始，烏克蘭（不含被俄羅斯佔領領土）暫停第一頻道在本地的廣播。
從2022年開始，立陶宛、拉脫維亞、愛沙尼亞暫停第一頻道在本地的廣播。

## 歷史

### 公共电视台时期（1994－2002年）

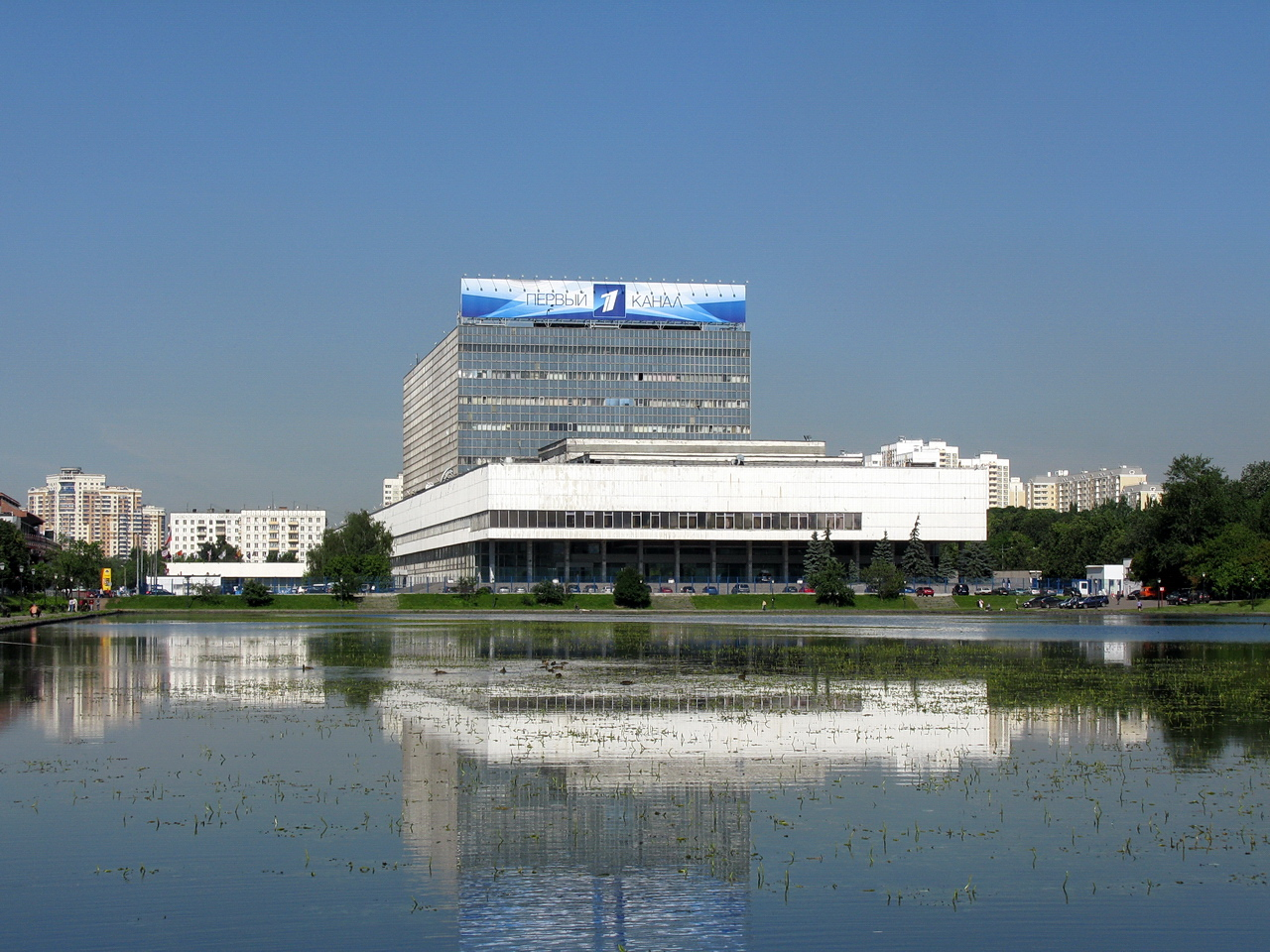
第一频道总部设于奥斯坦金诺电视中心

第一频道的原名为俄罗斯公共电视台，于1994年11月29日依据时任俄罗斯总统叶利钦颁布的法令《关于改善第1号电视频道（莫斯科）及其传输网络》成立，由联邦政府和私营企业共同出资组建。1995年4月1日，俄罗斯公共电视台开始在第1号频道播出。公共电视台替代了原先在俄罗斯地面电视第1号频道播出的奥斯坦金诺第一频道，旧频道面临着严峻的财务问题，从1994年底开始逐渐失去观众基础，收视率不断下滑。
为改变频道面貌，公共电视台决定打造一个“为人民”的电视频道，停播了不少奥斯坦金诺时期的节目，效仿较受观众欢迎和推崇的NTV，增加新闻播出量，开播了政治脱口秀节目《面对面》，以及广受观众欢迎的综艺节目《猜旋律》等，但也保留了苏联时期开播的青少年节目《上课了！》。
电视台开播后，曾暂停播出商业广告，以制定广告投放的道德准则，并吸引观众，直至1995年8月1日恢复播出商业广告。
1998年，俄罗斯爆发金融危机，公共电视台遭受重创，栏目制作减少，先前计划的多个新节目被冻结，公共电视台负债额一度达到100亿美元，面临着破产风险。直至1998年底，叶利钦签署政令，宣布俄罗斯对外经济事务银行向公共电视台提供一亿美元的担保贷款，电视台得以免遭破产。
1999-2000年间，公共电视台曾在新闻节目中猛烈抨击反对派政客。然而在普京上台之后，电视台的主播谢尔盖·多连科开始批判普京政府，节目随后停播，电视台的大股东别列佐夫斯基将49%的股份售出。
2001年，公共电视台开播了一批反响热烈的节目，包括综艺节目《谁想成为百万富翁？》、《微弱联系》、真人秀节目《最后的英雄》和安德烈·马拉霍夫的脱口秀节目《大清洁》。1998年，公共电视台成立儿童及娱乐节目局，此后开播了一批少儿节目，节目数量一直处于俄罗斯领先地位。然而在2002年之后，频道的少儿节目减少。

### 第一频道时期（2002年后）
2002年9月2日，电视台更名为“第一频道”。在阿布拉莫维奇成为股东后，没有干预频道的节目制作，频道得以购置大量外国连续剧，并在节目编排上进行了不少尝试。第一频道在2000年代成为俄罗斯利润最高的电视频道，2010年代初，其广告收益占俄罗斯电视广告市场的20.5%。
为了吸引年轻观众，频道从2007年开始进行了一系列尝试，例如影评节目《闭幕》、娱乐节目《天壤不同》和《聚焦帕丽斯·希尔顿》，以及夜间秀《晚间乌尔甘特》。此外还在2008年设立夜间连续剧时段“城里人”，播出外国电视剧和纪录片，第一频道在这一时段的收视率明显领先于俄罗斯的其他全国频道。这一系列的尝试成效明显，频道的年轻观众显著增加，频道更在2012年将广告销售对象从18岁以上改为14-59岁。
2000年代末期至2010年代开播的节目大多延续至2020年代，例如冰上表演节目《冰河世纪》、时尚节目《时尚语句》、政治谈话节目《波兹涅尔》、相亲节目《我们结婚吧》、健康节目《祝你健康！》、脱口秀节目《今晚》和歌唱节目《好声音》。2014年开始，第一频道加强了新闻节目和社会政治谈话节目的播出。

## 频道标志
第一频道现在所使用的徽标于2000年10月1日启用，方形报时钟也源自2000年的设计。

1991年12月27日至1995年3月31日使用的台标
1995年4月1日至1995年9月30日使用的台标
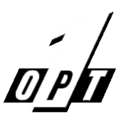
1995年10月1日至1996年12月31日间使用的台标
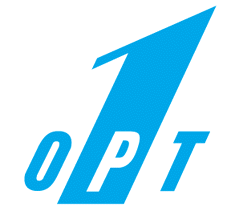
1995年台标的变体
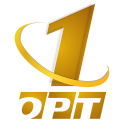
1997年1月1日至2000年9月30日间使用的台标
2000年10月1日起开始使用的台标

## 网络平台
1997年1月11日，公共电视台注册互联网域名ortv.ru（现为1tv.ru）作为官方网站。该网站于同年4月启用。
2015年2月18日，第一频道启用在线影视平台“Kino1TV”，提供影视剧付费观看服务。

## 管理层
- 首席执行官：康斯坦丁·恩斯特（俄语：Эрнст, Константин Львович）（1999年开始）[82]
- 董事会主席：马克西姆·奥列什金（俄语：Орешкин, Максим Станиславович）（2020年开始）[83]
- 总制片人：亚历山大·费夫曼（俄语：Файфман, Александр Анатольевич）（2001年开始）

### 管理层变迁
1995年1月25日，电视台股东大会选举VID电视公司主席弗拉季斯拉夫·利斯季耶夫担任公共电视台总经理。弗拉季斯拉夫·利斯季耶夫在2月20日宣布公共电视台将不播出广告。
1995年3月1日，弗拉季斯拉夫·利斯季耶夫遇刺身亡，此后在3月20日，总经理改由谢尔盖·布拉格沃林担任，奥斯坦金诺电视广播公司主席亚历山大·雅科夫列夫担任公共电视台董事会主席，康斯坦丁·恩斯特担任总制片人。
1997年9月17日，在叶利钦的推荐下，克塞尼亚·波诺马列娃接任公共电视台总经理。
1998年10月15日，伊戈尔·沙布杜拉苏洛夫接任公共电视台总经理，他曾任职联邦政府，也是电视台股东之一鲍里斯·别列佐夫斯基的熟人。
由于与别列佐夫斯基在电视台发展方向上存在分岐，伊戈尔·沙布杜拉苏洛夫在1999年离开电视台，之后在别列佐夫斯基建议下，康斯坦丁·恩斯特从10月6日起担任电视台总经理，并兼任总制作人直至2001年。

## 股東
筹办时期，由VID、俄罗斯ATV、REN-TV三家节目制作商提出的成立公共电视台的提案中，新成立的电视台为商业公司，三家公司各占15%股份，RTV-Press公司占15%，20%由银行家持有，20%由联邦政府拥有。
1995年1月24日，公共电视台股东大会召开，奥斯坦金诺电视广播公司将持有9%的股权，俄通社-塔斯社持有3%，奥斯坦金诺电视中心持有3%，联邦国有资产管理局持有36%，其他股份由多家银行、Logovaz公司、Mikrodin公司、独立电视台公司联盟、国家体育基金会和俄罗斯天然气工业股份公司持有。
1998年2月12日，公共电视台召开股东大会，公司从封闭式股份公司改制为公开股份制公司。
2000年9月，别列佐夫斯基计划售出其拥有的公共电视台49%的股权，最初他计划将这部分股权出售给新成立的TeleTrust股份公司，该公司由一批“创意知识分子”组成，不过考虑到这一批人无法在没有资助的情况下维持电视台的资金来源，这一计划被放弃。
2001年1月，别列佐夫斯基持有的公共电视台49%股权移交至罗曼·阿布拉莫维奇旗下，至此电视台董事会成员几乎全部为联邦政府的代表，或者与政府关系密切的人士。
2011年初，国家媒体集团从罗曼·阿布拉莫维奇的米尔豪斯公司中，购入第一频道25%的股权。
2019年3月，俄罗斯外贸银行从罗曼·阿布拉莫维奇旗下公司中购入第一频道20%的股权，该银行在第一频道董事会中占有2个席位。

### 现有股东
- 俄罗斯外贸银行：32.89%[1]
- 俄罗斯联邦国有资产管理局（俄语：Федеральное агентство по управлению государственным имуществом）：26.11%
- 全国媒体集团（俄语：Национальная Медиа Группа）：19.46%
- 索加斯保险公司（俄语：Согаз）：13.42%[2]
- 塔斯社：6.11%
- 奥斯坦金诺电视中心：2.01%

### 2005年
第一頻道股份調查來自俄羅斯公司「Audit Chamber of Russia」。
- 俄罗斯联邦国有资产管理局：38.9%
- 俄羅斯公共電視臺銀行合夥：24%
- RastrKom 2002：14%
- EberLink：11%
- 俄通社-塔斯社：9.1%
- 國家政要（TTTs）：3%

俄羅斯公共電視臺銀行合夥、RastrKom 2002、EberLink 三者皆由俄國首富阿布拉莫维奇控制，共49%股權。而俄罗斯联邦国有资产管理局、俄通社-塔斯社、國家政要由官方控制，共51%股權。

### 2006年
2006年時股權在國家政要手中稍有些許改變，其餘則是如同往年。

## 相关事件

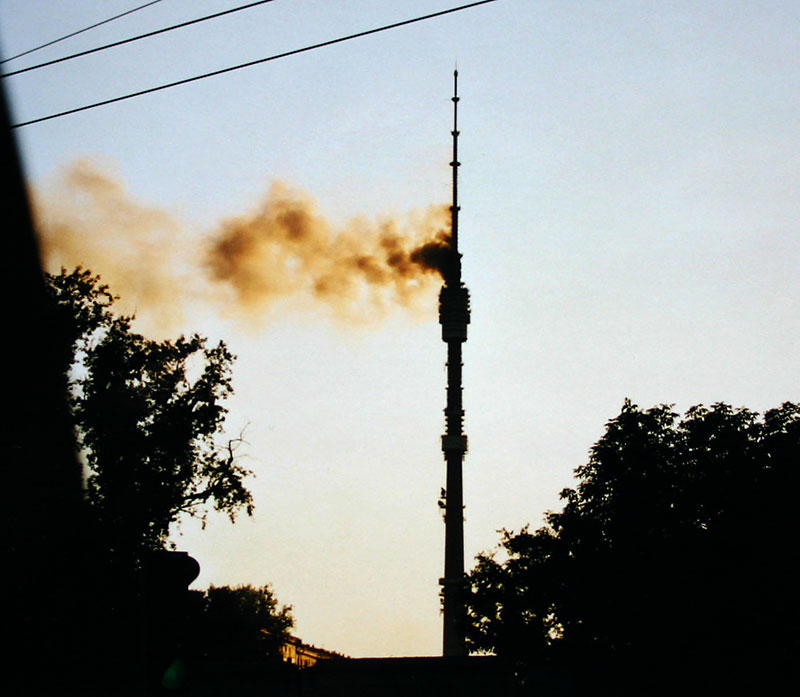
奥斯坦金诺电视塔在2000年8月27日发生火灾

- 2000年8月27日，奥斯坦金诺电视塔发生火灾，公共电视台一度暂停播出[109]，需要借用首都频道（俄语：Столица (телеканал)）的频率播出节目[110]。到2000年8月30日，公共电视台开始与俄罗斯广播电视台共同使用一个频道播出节目，屏幕上同时显示两个频道的徽标，左上角为RTR，右上角为ORT，下方标注字幕“ORT-RTR联合频道”[111]（字幕在数日后不再显示）。在其他城市，两个频道仍然是分开播出[112]。

- 2022年3月14日，第一频道制片人瑪麗娜·奧夫相尼科娃在黄金时段新闻节目《时间》中闯入镜头举牌抗议俄罗斯入侵乌克兰，大叫反战口号[113]。相关画面随后被中断，玛丽娜本人则违反《俄罗斯假新闻法》被当局逮捕[114]。